# Boiry-Notre-Dame

Boiry-Notre-Dame este o comună în departamentul Pas-de-Calais, Franța. În 1 ianuarie 2022 avea o populație de 443 de locuitori.